# NGC 5258
NGC 5258 est une vaste galaxie spirale barrée située dans la constellation de la Vierge. NGC 5258 a été découverte par l'astronome germano-britannique William Herschel en 1793.

## Description
La vitesse de NGC 5258 par rapport au fond diffus cosmologique est de 7 051 ± 21 km/s, ce qui correspond à une distance de Hubble de 104,0 ± 7,3 Mpc (∼339 millions d'al).
La classe de luminosité de NGC 5258 est II et elle présente une large raie HI. Elle renferme des régions d'hydrogène ionisé et c'est une galaxie LINER, c'est-à-dire une galaxie dont le noyau présente un spectre d'émission caractérisé par de larges raies d'atomes faiblement ionisés. La luminosité de la paire de galaxie NGC 5257/8 dans l'infrarouge lointain (de 40 à 400 µm)  est égale à 2,69 × 1011 {\displaystyle L_{\odot }} (1011,43{\displaystyle L_{\odot }}) et sa luminosité totale dans l'infrarouge (de 8 à 1 000 µm) est de 3,55 × 1011 {\displaystyle L_{\odot }} (1011,55{\displaystyle L_{\odot }}). Il s'agit donc d'une paire considérée comme lumineuse dans l'infrarouge (LIRG).
À ce jour, quatre mesures non basées sur le décalage vers le rouge (redshift) donnent une distance de 96,925 ± 28,304 Mpc (∼316 millions d'al), ce qui est à l'intérieur des valeurs de la distance de Hubble. Notons que c'est avec la valeur moyenne des mesures indépendantes, lorsqu'elles existent, que la base de données NASA/IPAC calcule le diamètre d'une galaxie et qu'en conséquence le diamètre de NGC 5258 pourrait être d'environ 51,4 kpc (∼168 000 al) si on utilisait la distance de Hubble pour le calculer.
NGC 5258 forme une paire de galaxies avec NGC 5257 et cette paire figure dans l'atlas des galaxies particulières de Halton Arp sous la cote Arp 240. Ces galaxies sont attirées l'une vers l'autre et sont reliées par un « pont » d'étoiles de faible intensité. Selon la structure spirale intacte de ces galaxies et leur unique pont d'étoiles, il est possible de conclure que NGC 5257 et 5258 viennent de terminer leur premier passage, c'est-à-dire qu'une force de torsion exercée par le système transporte des gaz vers le centre de chaque galaxie et cela amène à la formation de nouvelles étoiles.

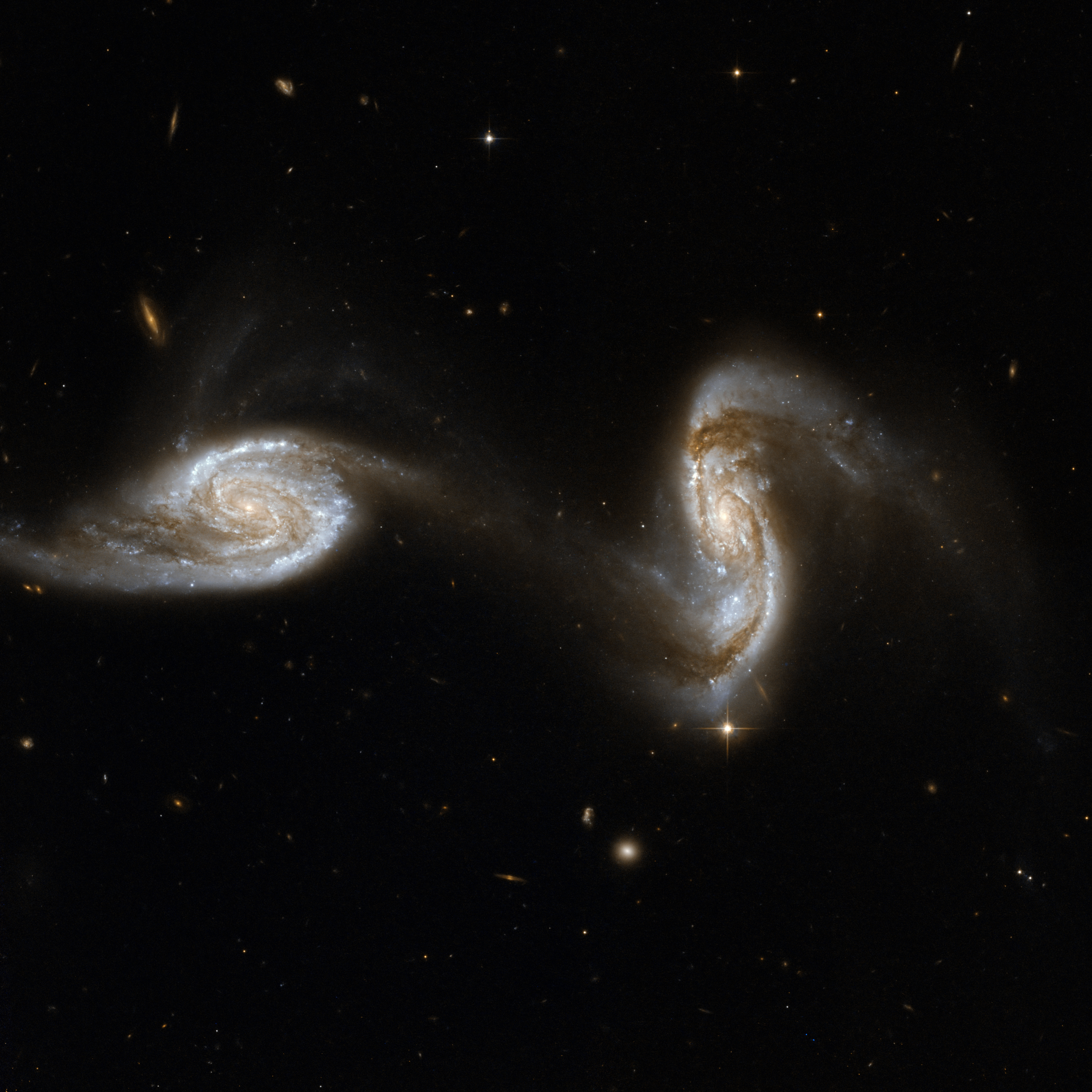
La paire de galaxie Arp 240.